# Benno Löbl
Benno Löbl (15. srpna 1688 Postoloprty ? – 2. prosince 1751 Praha) byl benediktinský řeholník, v letech 1738–1751 opat břevnovského kláštera v Praze.

## Život a působení

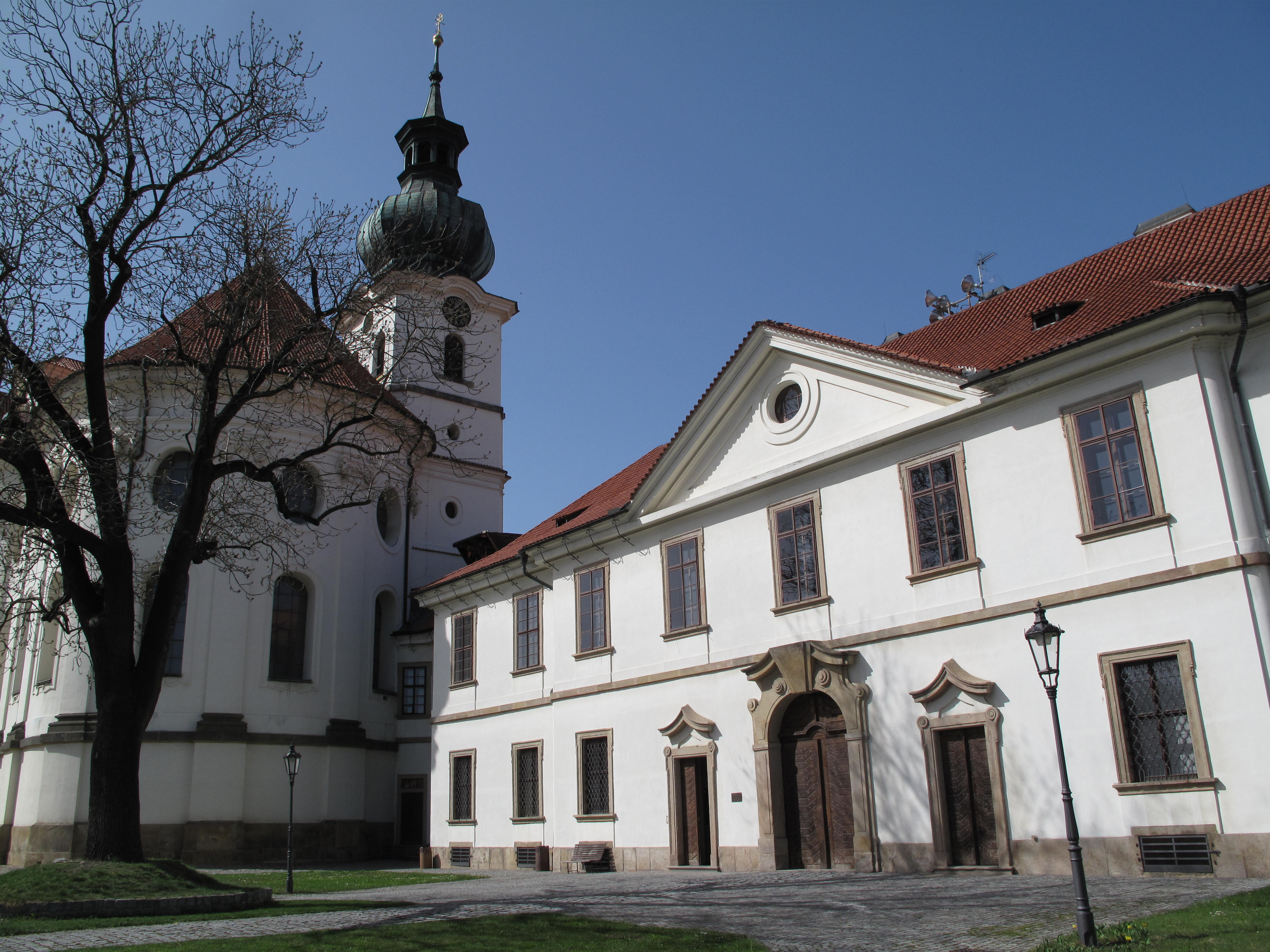
Prelatura břevnovského kláštera

Datum a místo Löblova narození nelze na základě matričních pramenů ověřit. Postoloprtská křesťanská matrika narozených k 15. srpnu 1688 nikoho narozeného nebo pokřtěného neuvádí. Podle matričního rejstříku se v letech 1674–1700 v celé postoloprtské farnosti žádné dítě s příjmením Löbl nebo Löbel neuvádí. Není proto vyloučené, že Löbl byl původně Žid, pocházející z početné židovské postoloprtské komunity, který v mládí konvertoval. Matrika narozených postoloprtské židovské obce se ale pro období Löblova narození nedochovala. V červenci 1705 složil Löbl v broumovském klášteře řeholní slib a v roce 1714 byl vysvěcen na kněze. Roku 1738 byl zvolen opatem břevnovského a broumovského kláštera. Tuto funkci vykonával až do své smrti.
Löblovo působení spadá do doby, kdy v Čechách vrcholilo baroko. Löbl se do kulturních aktivit všestranně zapojoval. Největší stopu po sobě zanechal jako iniciátor stavebních akcí. Mezi jeho přátele patřil mj. architekt Kilián Ignác Dientzenhofer, který pro Löblovy benediktiny vypracoval několik uskutečněných projektů. Především to bylo v Kladně, které břevnovsko-broumovským benediktinům patřilo od roku 1705. Zde Löbl u architekta objednal přestavbu renesančního zámku, která probíhala v letech 1739–1740. Zároveň zde byla podle Dientzenhoferových plánů postavena kaple svatého Floriána a na náměstí vztyčen mariánský sloup. K další spolupráci opata s architektem došlo ve stejné době při stavbě zámků v Meziměstí a Sloupně. Všechny tři zámky sloužily jako letní rezidence opatů. V sídle řádové provincie, v břevnovském klášteře, se za Löbla postavil pavilon nad studánkou Vojtěška a za uměleckého Dientzenhoferova vedení se vymalovala prelatura. Dientzenhofer také navrhl výzdobu interiéru klášterního chrámu.
Löbl podporoval vzdělávání a kulturu. Plánoval vytvořit benediktinskou akademii pro příslušníky šlechty, která by konkurovala jezuitským školám, které měly do té doby v této oblasti monopol. V důsledku válek o rakouské dědictví, kdy byl klášter v letech 1741 a 1744 obsazen francouzskou a pruskou armádou, však z projektu sešlo. V broumovském klášteře se za jeho působení konala divadelní představení. Hned na počátku svého mandátu podnítil řádového vzdělance Magnoalda Ziegelbauera k sepsání dějin benediktinského řádu, které v roce 1754 vyšly v honosném vydání s ilustracemi. Löbl také pečoval o klášterní knihovnu. V roce 1749 vydal na jeho prosbu papež Benedikt XIV. listinu, v níž se hrozí exkomunikací každému, kdo z knihovny zcizí rukopis nebo knihu.
Löblův portrét vytvořil německý v Čechách působící malíř Jan Petr Molitor. Jeho varianty z roku 1739 se nachází ve sbírkách Břevnovského (vystaven v prelatuře) a Broumovského opatství (vystaven v Muzeu Broumovska).